# Computer Gaming World
A Computer Gaming World (abreviada como CGW) foi uma revista sobre jogos eletrônicos de computador publicada entre 1981 e 2006.

## Prêmios e aclamações
Bruce Webster revisou a primeira edição da Computer Gaming World na The Space Gamer #48. Ele comentou que "recomendava" a revista para os jogadores de computador e que, na opinião dele, o leitor poderia obter de apenas uma publicação a informação que ele teria que extrair em diversas.
Em 1988, a CGW ganhou o prêmio Origins de Melhor Revista de Jogos Profissionais de Aventura de 1987.
A revista também foi elogiada repetidamente pelo New York Times, que a colocou como uma das principais publicações de jogos de computador de sua época. Em 1997, o jornal chamou a revista de a "principal" de jogos de computador. Dois anos depois, de "bíblia dos puristas de jogos de computador", e de "uma das principais revistas de jogos de computador" em 2005.